# Akutna ledvična okvara
Akutna ledvična okvara ali akutna ledvična odpoved je akutno poslabšanje ledvičnega delovanja z oligurijo ali anurijo in hitrim zviševanjem serumskih koncentracij kreatinina in sečnine. Vzroki so številni in vključujejo hipovolemijo (zmanjšanje prostornine krvi), izpostavljenost toksinom, zaporo sečnih poti (npr. benigna hiperplazija prostate) ... Diagnosticira se s pomočjo anamneze (npr. zavrta proizvodnja seča) ter značilnih laboratorijskih izvidov (povišani vrednosti sečninskega dušika in kreatitina v krvi). Odvisno od stopnje bolezni lahko nastopijo številni zapleti, vključno s presnovno acidozo, hiperkaliemijo, uremijo, motenim ravnovesjem telesnih tekočin ter škodljivimi učinki na druge organe. Terapija zajema tako podporno zdravljenje kot zdravljenje motnje, ki povzroča ledvično odpoved.

## Epidemiologija
Akutna ledvična okvara se pogosto pojavlja pri bolnikih, sprejetih v bolnišnice. Prizadene okoli 3-7 % hospitaliziranih bolnikov in okoli 25-30 % bolnikov na oddelkih intenzivne nege.

## Vzroki
| Vzrok       | UOsm  | UNa  | FeNa  | BUN/Cr |
| ----------- | ----- | ---- | ----- | ------ |
| Prerenalni  | > 500 | < 10 | < 1 % | > 20   |
| Renalni     | <350  | > 20 | > 2 % | < 15   |
| Postrenalni | <350  | > 40 | > 4 % | > 15   |

Vzroki akutne ledvične okvare se običajno razvrščajo v tri skupine: prerenalne, renalne (intrinzične) in postrenalne.

### Prerenalni vzroki
Prerenalni vzroki se nahajajo na stopnji pred samimi ledvicami in zmanjšujejo prekrvljenost ledvic. Vključujejo sistemske vzroke, kot so hipovolemija, znižan krvni tlak in srčno popuščanje, in lokalne motnje ledvičnih žil, na primer skleroza renalne arterije (zožitev ledvične dovodnice – žile, ki dovaja kri v ledvico) in tromboza renalne vene (nastanek strdka v ledvični odvodnici – žili, ki odvaja kri iz ledvice).
Ledvična ishemija (pomanjkanje krvi v ledvicah) povzroči motnje delovanja ledvic in/ali zaviranjem glomerulne filtracije. 

### Renalni vzroki
Renalni vzroki so tisti, ki tičijo v sami ledvici in vključujejo poškodbo ledvičnih tubulov, glomerulov ali intersticija. Omenjene poškodbe so po navadi posledica glomerulonefritisa, akutne tubulne nekroze ali akutnega intersticijskega nefritisa.

### Postrenalni vzroki
Postrenalni vzroki se nahajajo v sečilih, distalno od ledvic, in sicer gre za zaporo v sečnih poteh. Lahko jo povzročijo benigna hiperplazija prostate, ledvični kamni, kamen v sečniku, obstruiran urinarni kateter ali novotvorba v sečniku, sečnici ali ledvici.

## Diagnoza
Akutna odpoved ledvic se diagnosticira na osnovi klinične anamneze in laboratorijskih izvidov. Diagnoza se postavi na osnovi nenadnega poslabšanja ledvične funkcije, ki se meri z vrednostjo serumskega kreatinina, ali nenadnega zmanjšanja nastajanja seča (oligurija).

### Definicija
Obstaja več definicij akutne ledvične okvare. Najpogosteje se uporabljajo tri:
- RIFLE (angl. Risk, Injury, Failure, Loss of kidney function and End-stage renal failure),
- AKIN (angl. Acute Kidney Injury Network) in
- KDIGO (angl. Kidney Disease: Improving Global Outcomes).

Merila AKIN navajajo specifične kriterije za diagnosticiranje akutne odpovedi ledvic:
1. težave nastopijo nenadno (v manj kot 48 urah)
2. zmanjšanje ledvične funkcije
  - porast serumskega kreatinina
    - absolutna vrednost serumskega kreatinina ≥ 0,3 mg/dl (≥ 26,4 μmol/l) ali
    - porast vrednosti serumskega kreatinina za ≥ 50 %

  - zmanjšana produkcija seča, in sicer < 0,5 ml/kg/h v času več kot 6 ur

## Zdravljenje
Za zdravljenje akutne odpovedi ledvic sta pomembna odkritje vzroka ter zdravljenje le-tega. Nadalje rutinska terapija vključuje tudi izogibanje snovem, ki so škodljive za ledvice (nefrotoksini). Mednje sodijo nesteroidni antirevmatiki (npr. ibuprofen), jodirana kontrastna sredstva, ki se na primer uporabljajo pri CT-ju, ...
Spremljanje delovanja ledvic poteka z merjenjem serumskega kreatinina ter prostornine izločenega seča. 
Specifično zdravljenje je odvisno od vzroka.